# Menselijke waardigheid
Menselijke waardigheid is de naam voor een kwaliteit die kenmerkend is voor menselijk leven. In het Handvest van de Verenigde Naties (1945) en Handvest van de grondrechten van de Europese Unie (2000) staat de menselijke waardigheid centraal, maar de term wordt niet gedefinieerd.

## Geschiedenis
Over waardigheid wordt al eeuwen gesproken. Het begrip neemt een centrale plaats in in de grote religies. De Romeinse filosoof Cicero zag waardigheid als iets wat de Romeinse burger onderscheidde van buitenlanders, en van slaven. In de Middeleeuwen stelde Thomas van Aquino dat waardigheid het onderscheid is tussen mens en dier. In de 18e eeuw stelde de filosoof Immanuel Kant dat waardigheid een andere naam is voor redelijkheid, fatsoen en gecontroleerde passie. Al deze definities gaan in wezen over plichten: een fatsoenlijk mens moest zich met waardigheid gedragen. Een aanzet voor de definiëring van menselijke waardigheid als grondbeginsel van universele waarden (niet plichten) werd gedaan door de 15e-eeuwse denker Giovanni Pico della Mirandola. In zijn Oratio de hominis dignitate (Rede over de waardigheid van de mens) bepleitte hij de verzoening van klassieke filosofie, christendom en oosterse tradities.

## Status van het begrip
In het VN-Handvest, en later in de eerste zin van de Universele Verklaring van de Rechten van de Mens, is waardigheid geen plicht. Ze is een grondrecht, iets dat ieder mens vanaf de geboorte heeft. In het VN-Handvest wordt de menselijke waardigheid in één adem genoemd met de mensenrechten. Het begrip waardigheid is in het Handvest opgenomen op voorstel van Jan Smuts, de president van Zuid-Afrika. Dat was een paar jaar voordat een nieuwe Zuid-Afrikaanse regering in 1948 de apartheid invoerde. In de preambules van de Universele Verklaring en de VN-verdragen over mensenrechten van 1966 wordt over de (aangeboren) 'waardigheid van de mens' gesproken. De Universele Verklaring stelt ook dat het bestaan moet voldoen aan de menselijke waardigheid en dat mensen gelijk zijn in waardigheid en rechten. Volgens deze verklaring is de menselijke waardigheid een van de beginselen van de universaliteit van mensenrechten. 'Waardigheid' wordt twee keer genoemd in de preambule van het Internationaal Verdrag tegen Apartheid (1973).

## Hedendaags gebruik
De menselijke waardigheid wordt tegenwoordig vooral gebruikt in verband met de volgende begrippen:
- Mensenrechten (human rights): De grote verdragen van de VN en regionale organisaties hebben allemaal een titel met daarin 'mensenrechten' of 'fundamentele rechten' of 'rechten van de mens en de volken'. In elk daarvan wordt in de preambule verwezen naar menselijke waardigheid als bron.
- Menselijkheid (humanity): Zoals in de uitdrukking 'misdrijven tegen de menselijkheid'. Het begrip menselijkheid heeft hier niet de gewone betekenis van 'medemenselijkheid', maar van algemene en gedeelde menselijke waardigheid die geschonden worden door martelen, genocide en andere zeer ernstige misdrijven.
- Menselijke ontwikkeling (human development): De term wordt door onder meer de VN-ontwikkelingsorganisatie (VN-Ontwikkelingsprogramma) gebruikt voor het niveau van sociaal-economische condities waarin mensen leven, en het effect op hun levensverwachting, alfabetiseringsgraad en per capita inkomen.
- Menselijke veiligheid (human security): Omdat de aanhangers van de 'menselijke ontwikkeling', vaak regeringen van ontwikkelingslanden, weinig aandacht hadden voor oorlog en ander geweld, lanceerde de Canadese regering in 2004 de 'menselijke veiligheid'.[11] Veel westerse en niet-westerse regeringen, en internationale organisaties, namen de term over; de VN verbond het begrip uitdrukkelijk aan de menselijke waardigheid.[12] Onder de benaming menselijke veiligheid worden nu rapporten uitgebracht over de wereldwijde verspreiding van oorlogsgeweld, kindsoldaten, burgerslachtoffers en terrorisme, maar ook de effecten van hiv/aids, armoede en onderontwikkeling.[13]
- Waardigheid (dignity): In discussies rondom onder meer euthanasie, gezondheidszorg (pleeghuizen) en hulpverlening bij psychische problemen duikt de term (menselijke)waardigheid vaak op. De term duidt dan op een minimum aan respect dat aan zorgbehoevenden, patiënten en andere mensen moet worden betoond. Dit zou bijvoorbeeld moeten worden gegarandeerd door een recht op menswaardig sterven[14] of een waardige psychiatrische behandeling. Een voorbeeld van voorschriften voor menswaardige levensbeëindiging is het Groningen-protocol. Het Europees Parlement aanvaardde in 2006 een ontwerp-verklaring over gehandicapten en waardigheid.[15] De Europese Unie publiceerde in 2005 een 'Groenboek Bescherming van minderjarigen en de menselijke waardigheid in de context van de audiovisuele en informatiediensten'.[16]

## Nederlands recht in vergelijking
De term waardigheid is niet te vinden in de Nederlandse Grondwet, wel bijvoorbeeld in de Algemene wet gelijke behandeling. Die verbiedt discriminatie en intimidatie als die 'tot doel of gevolg heeft dat de waardigheid van de persoon wordt aangetast'. De waardigheid wordt een paar keer genoemd in het Verdrag tot vaststelling van een Grondwet voor Europa. Artikel 2 zegt dat de waarden van Europese Unie berusten op 'eerbied voor de menselijke waardigheid, vrijheid, democratie, gelijkheid, de rechtsstaat en eerbiediging van de mensenrechten'. Artikel 61 zegt simpelweg: 'De menselijke waardigheid is onschendbaar.'
In Nederland kan de discussie over menselijke waardigheid niet teruggrijpen op een uitgewerkt wetboek. In bijvoorbeeld het Verenigd Koninkrijk kan dat wel. In 1998 werd daar de Human Rights Act (Mensenrechtenwet) aangenomen, juist gemaakt voor kwesties zoals: de bescherming van privacy in tehuizen en hospitaals, de omstandigheden in gevangenissen, omgangsregels in het onderwijs, toewijzing van huizen, de medische ethiek rondom bevruchting of euthanasie. Op deze wet baseren Britse rechters veel van hun uitspraken. Elk jaar wordt de wet door een onafhankelijke commissie uitgebreid getoetst en waar nodig aangepast.
Ook in de Duitse Grondwet (Artikel 1 sub 1) is de waardigheid sterker dan in de Nederlandse wet verankerd. Op grond van de 'menselijke waardigheid' hebben Duitse rechters verscheidene vonnissen uitgesproken. Zo oordeelden ze dat een veiligheidsagent die in een vliegtuig meereist geen vrijbrief heeft om op verdachten van terrorisme te schieten. Voorstanders van zo'n vrijbrief hadden aangevoerd dat dat nodig was om het leven van anderen te beschermen, maar de rechters oordeelden dat de menselijke waardigheid onschendbaar en niet kwantificeerbaar is: ieder mens heeft gelijke waardigheid en het leven van veel mensen heeft geen voorrang boven het leven van één mens. Voorbeelden van andere Duitse rechtszaken op basis van waardigheid: een vrouw mag niet optreden in een peepshow waarin ze niet kan zien wie haar bekijkt, want dat is een aanslag op haar waardigheid; videogames met veel horror en geweld kunnen worden verboden op grond van de menselijke waardigheid. De Duitse film Terror (uitgezonden op de publieke zender ARD op 17 oktober 2016), die het afschieten van een gekaapt passagiersvliegtuig dat recht op een vol stadion afvliegt als onderwerp heeft, heeft de discussie in Duitsland over artikel 1 doen opleven. Voor het einde van de film konden de toeschouwers schuldig of onschuldig stemmen en het oordeel van de meerderheid werd uitgezonden. Bijna 86,9% van de toeschouwers pleitten de piloot, die in de film het vliegtuig had afgeschoten, vrij, ook al handelde de piloot in strijd met artikel 1 van de Duitse grondwet.

## Internationale campagnes
Onder de noemer Dignity (waardigheid) begon Amnesty International in 2007 een campagne tegen het handelen van regeringen, bedrijven, internationale organisaties e.d. dat mensen tot armoede brengt of arme mensen hun mogelijkheden ontneemt om een menswaardig bestaan te leiden. Het gaat onder meer om discriminatie van minderheden, vrouwen en marginale groepen; het geweld waarmee degenen die voor de armen opkomen worden onderdrukt; en erbarmelijke arbeidsomstandigheden en uitbuiting. Amnesty en Human Rights Watch brachten in het kader van campagnes voor Dignity rapporten uit over onder meer: Roma-kinderen die in veel Europese landen geen of slecht onderwijs krijgen; vluchtelingen en vreemdelingen die niet mogen werken en ook geen aanspraak kunnen maken op voorzieningen; de juridische achterstelling van vrouwen in bepaalde landen van de islam; de vernietiging van huizen en woonwijken van de lage-inkomensgroepen; de sterfte van moeders die zwanger zijn of een kind baren als gevolg van falend overheidsbeleid in het garanderen van noodzakelijke gezondheidszorg, voeding en hygiëne.